# Čistá, Rakovník
Čistá là một làng thuộc huyện Rakovník, vùng Středočeský, Cộng hòa Séc.